# Oberscharführer
Oberscharführer naziv je za čin Sturmabteilunga i Schutzstaffela u razdoblju od 1932. do 1945. Prevodi se kao “Viši vođa skupine”, Oberscharführer prvi je put rabljen kao čin Sturmabteilunga (SA), a stvoren je zbog snažnoga širenja SA-a u 1920-ima i 1930-ima.  U činovima SA-a Oberscharführer bio je viši čin od Scharführera i niži od Truppführera.
Pošto su raniji činovi Schutzstaffela (SS) bili isti kao činovi SA-a, Oberscharführer postao je i činom SS-a istoga trenutka kada je čin nastao u SA-u.  Usporedno, čin Oberscharführera SS-a bio je na istoj razini kod SA-a, no to se mijenja nakon Noći dugih noževa.
Tada se dogodila reorganizacija u SS-u, pa tako i u činovima SS-a; izbačeni su neki stari činovi, i uvedeni su neki novi činovi. Čin Oberscharführera nosilo je jako mnogo pripadnika SS-a, pa je tako odgovarao činu SA-Truppführera.  Obilježje čina je promijenjeno, u SS-u Oberscharführer na kolarnoj oznaci čina nosio je dvije pravokutne točke i dvije srebrne linije, dok je isti čin u SA-u imao jednu pravokutnu točku i jednu srebrnu liniju.
U SA-u Oberscharführer bio je vođa skupine, što bi danas odgovaralo vođi skupine - skupniku. Oberscharführer je obnašao istu dužnost i kod SS-a i Waffen SS-a.
Kada je 1938. SS počeo u uporabu uvoditi i sive bojne uniforme, nositelj čina Oberscharführer nosio je oznaku čina kao i Wehrmachtov Feldwebel. U SS-u, čin Oberscharführera bio je niži od čina SS-Hauptscharführer.